# 赝矢量

一個載有電流的線圈（黑色）會產生磁場（藍色）。若線圈的位置和電流都對應點線鏡面反射，其產生的磁場不會是原磁場的鏡面反射，會是原磁場反射後，再加以反向。線圈的位置和電流是向量，但產生的磁場是赝矢量

赝矢量（英語：Pseudovector）也稱為偽向量，指的是在瑕旋轉下，除了隨之反射外，還会再上下翻轉的矢量（因為右手定則的關係）。矢量（极矢量）和赝矢量（轴矢量）都是广义上的矢量，在一般旋轉下的特性相同。但更严格地说，矢量还要求在瑕旋轉下，除了空间反演外，不會再改变方向。
在三維空間中，赝矢量p可以表示為二個极矢量a和b的外積：
{\displaystyle \mathbf {p} =\mathbf {a} \times \mathbf {b} .\,}
以此方式計算的p是赝矢量，其中一個例子是有向平面的法向量。有向平面可以用二個不平行的向量a和b來定義。向量a × b垂直此平面（和平面垂直的向量有二個，其方向恰好相反，可以用右手定則決定是哪一個），為一赝矢量。
許多物理量是赝矢量，例如磁感应强度、角速度等。在數學上，赝矢量是三維的二重向量，可以由此推得赝矢量的轉換規則。n維幾何代數的赝矢量是n − 1維代數的元素，可以表示為Λn−1Rn。可以由赝矢量引申出贋純量及贋張量，在瑕旋轉下會比純量及張量多出一個負號。

## 物理例子
物理中贗矢量的例子包括有磁場、力矩、渦量及角動量。

一部要遠離的車，各輪子對一觀察者產生的角動量為向左的，這部車產生的鏡像，各輪子對同一觀察者產生的角動量也是向左的

考慮贗矢量角動量 L = r × p。假設開一部車前進，各輪子產生的角動量會朝左。若考慮車子的鏡像，角動量向量若以一般向量的觀點來看，其鏡像應該往右，但真正車子鏡像的角動量仍然往左（在鏡像中的車輪仍然往前進），因此在贗矢量反射後，會比一般向量多一個負號。
矢量和贗矢量之間的不同在研究物理系統的對稱性時很重要。考慮在一個z = 0平面上的線圈，上面有電流，會產生一個z方向的磁場，此系統在z平面的鏡相反射下是對稱（不變）的，磁場不會因鏡相反射而相反，但是若將磁場視為一個一般的向量，應該會隨鏡相反射而相反，其原因就是因為磁場是贗矢量，產生一個額外的負號，因此沒有反向。